# Les Conquistadores
Pour les articles homonymes, voir Conquistador (homonymie).
Pour plus de détails, voir Fiche technique et Distribution.
Les Conquistadores est un film français réalisé par Marco Pauly, sorti en 1976.

## Fiche technique
- Titre : Les Conquistadores
- Réalisation : Marco Pauly
- Scénario : Marco Pauly
- Dialogues : Odile Barski
- Photographie : Walter Bal
- Musique : Daniel Humair, Joachim Kühn et Michel Portal
- Sociétés de production : IDTV Film - TV Productions
- Pays d'origine :  France
- Durée : 100 minutes
- Date de sortie : 
  - France : 10 mars 1976

## Distribution
- Gérard Desarthe : Victor
- Dominique Labourier : Claire
- Richard Bohringer : Jean-Pierre
- Philippe Clévenot : le chef de bureau
- Philippe Léotard
- Yves Afonso : le bagarreur de la République
- Féodor Atkine : Paul
- Humbert Balsan
- Georges Douking : le vieux
- Frédéric Mitterrand : le publicitaire
- Jean Depussé : : le croque-mort
- Joëlle Bernard

## À propos du film
- « Essai ampoulé sur l'imaginaire » (Jacques Siclier, Le Cinéma français : De "Baisers volés" aux "Nuits fauves" 1968-1993, Ramsay, 1993, p. 242)